# Discodes encopiformis
Discodes encopiformis är en stekelart som först beskrevs av Walker 1847.  Discodes encopiformis ingår i släktet Discodes och familjen sköldlussteklar. Arten är reproducerande i Sverige. Inga underarter finns listade i Catalogue of Life.